# 아키모토 사야카
아키모토 사야카(일본어: 秋元 才加, 1988년 7월 26일~)는 일본의 여배우, 가수이다. 여성 아이돌 그룹 AKB48 팀K 및 파생 유닛 DiVA의 전 멤버이다. 같은 소속사 멤버:오리이 아유미, 미츠무네 카오루, 마스다 유카, 스즈키 마리야, 미야자와 사에, 우메다 아야카
지바현 마쓰도시 출생이며, 플레이브 엔터테인먼트 소속이다.

## 내력
연예인이 되고 싶다고 하는 소망으로부터, 고교 시절에 몇 개인가 오디션을 받고 있었다.
2006년 2월 26일, 《제2기 AKB48 추가 멤버 오디션》에 합격. 2006년 4월 1일, AKB48 극장에서의 팀K 첫 날 공연으로 공연 데뷔.
2009년 6월 ~ 7월에 실시한 《AKB48 13th 싱글 선발 총선거 〈신에게 맹세코 진심입니다〉》에서는 12위로, 미디어 선발에 들어간다. 동년 8월 23일의 《요미우리 신문 창간 135주년 기념 콘서트 AKB104 선발 멤버 내각 조성 축제》의 밤 공연에서, 2010년부터 신생 팀K의 캡틴이 되는 것이 발표되어 동년 3월 12일에 취임.
2010년 5월 ~ 6월에 실시한 《AKB48 17th 싱글 선발 총선거 〈어머니에게 맹세코, 진심입니다〉》에서는 17위로, 싱글 선발에 들어간다. 7월 10일·11일에 개최된 《AKB48 콘서트 〈서프라이즈는 없습니다〉》에서, 18th 싱글의 커플링곡은 새롭게 결성한 팀피그 10조 가운데, 투표에 의해 1조를 선택한다고 하는 취지가 발표되었다. 아키모토는 〈사리 아키모토〉명의로 〈캄챠카 철새 모정〉을 AKB48 첫 엔카로, 단독 솔로로서 도전. 8월 9일 결과 발표에서, 제5위가 된다. 10월 4일부터는 후지 TV 《모리타 카즈요시 아워 와랏테 이이토모!》에 월요일 레귤러로 출연하는 것이 발표되었다(2011년 4월부터 고정 출연일은 수요일로, 동년 10월부터는 금요일로 변경). 덧붙여 2012년 3월 30일 방송분에서 고정 출연을 졸업했다.
그러다 10월 16일에는 일부에서 보도된, 일 동료 남성(히로이 오지)을 조심성없게 자택에 숙박시켰던 것에 관계해, 그 책임을 지기 위해 〈팀K 캡틴을 사임한다〉라고 《AKB48의 올나이트 닛폰》 출연 시에 스스로 발표했다.
2011년 2월 27일에 개최된 도쿄 마라톤 2011에 〈지지해 준 분들에게 처음부터 restart로 노력하는 자신을 보여 주고 싶다〉라는 결의로 러너로서 참가해, 6시간 53분 53초(넷 타임은 6시간 50분 06초)의 타임에 완주했다. 트레이너는 세컨드 윈도우 AC·스태프 오자키 아케미. 게다가 골 한 후에 출연한 마라톤 중계 특별 프로그램내에서는, 아키모토 야스시로부터 프로그램 앞으로 보낸 메일을 읽어 내려, 그 중 팀K 캡틴에의 복귀를 선고받았다. 그 후, 같은 날에 AKB48 극장에서 개최된 팀 연구생·밤 공연에서, 우메다 아야카·미야자와 사에·마스다 유카와 4명이서 게스트 출연. 캡틴 복귀 보고를 실시하는 것과 동시에, 전술의 4명이서 신유닛 〈DiVA〉로서, 싱글 〈달의 뒷면〉을 발매하는 것을 발표. 그러나, 3월 11일에 발생한 동일본 대지진의 영향에 의해, 싱글 발매는 4월 27일에서 5월 18일로 연기되었다.
2011년 5월부터 6월에 걸쳐 실시된 《AKB48 22nd 싱글 선발 총선거 〈금년도 진심입니다〉》에서는, 5월 25일에 속보를 발표한 시점에서는 23위였지만, 최종 결과는 전년에 계속해 싱글 선발이 되는 17위였다.
2011년 9월 20일에 개최된 《AKB48 24th 싱글 선발 가위바위보 대회》에서는 5위로, 선발이 되었다.
2012년 2월 26일, 도쿄 마라톤 2012에 출장해, 전회의 기록을 1시간 이상이나 단축해 5시간 34분 13초의 타임으로 완주했다.
2012년 5월부터 6월에 걸쳐 실시된 《AKB48 27th 싱글 선발 총선거》에서는 20위로, 언더 걸즈에 들어갔다.
2012년 8월 24일, 《AKB48 in TOKYO DOME ~1830m의 꿈~》 첫날 공연에서, 각 팀 재편 후의 팀K 캡틴은 오오시마 유코로 교대하는 것이 발표된다. 또한 아키모토의 이동은 없다. 동년 11월 1일에 팀 재편된 신체제에 이행.
2013년 4월 7일, 공식 블로그에서, AKB48를 졸업하는 것과, 동년 5월부터 6월에 걸쳐 실시되는 《AKB48 32nd 싱글 선발 총선거》에 입후보하지 않는 것을 표명했다. 졸업 세리머니는 8월 22일에, 졸업 공연은 8월 28일에 행해졌다.
2014년 6월 20일, 필리핀 관광 친선 대사에 취임했다.

## 인물
- 하프(모친이 필리핀인)[14]. 영어회화는 자신있는 한편, 필리핀의 공용어 중 하나인 타갈로그어는 골칫거리.
- 좋아하는 가수는, 재니스 조플린, 마이클 잭슨, 오자키 유타카.
- 남동생이 있다.

### AKB48 관련
- 캐치프레이즈는, 〈강하게, 기품있게, 아름답게〉.
- 소속 사무소가 같고 멤버내에서는 신장이 큰 편인 미야자와 사에와 합쳐 〈트윈 타워〉라는 애칭으로 불려, 행동을 같이 하는 것이 많다. 쌍방 인정하는 친구[15]. 또, 미야자와의 모친과도 메일 친구[16].
- 운동 신경이 좋다. 피구는 약간 서투르다.
- 2012년 11월부터의 신체제에서는, 멤버에게는 부캡틴이라고 말해진다[17].
- 마에다 아츠코와 친하다.

## AKB48에서의 참가곡

### 싱글 CD 선발곡
- 会いたかった / 만나고 싶었어
- 制服が邪魔をする / 교복이 방해를 해
- 軽蔑していた愛情 / 경멸하고 있던 애정
- BINGO!
- 僕の太陽 / 나의 태양
- 〈夕陽を見ているか? 석양을 보고 있니?〉에 수록
  - 夕陽を見ているか?（ひまわり2.0Mix） / 석양을 보고 있니? (해바라기 2.0Mix)
- ロマンス、イラネ / 로맨스, 필요 없어
- 桜の花びらたち2008 / 벚꽃의 꽃잎들 2008
- Baby! Baby! Baby!
- 大声ダイヤモンド / 큰 목소리 다이아몬드
- 言い訳Maybe / 변명 Maybe
- RIVER
- 〈桜の栞 벚꽃 책갈피〉에 수록
  - マジスカロックンロール / 마지스카 로큰롤
- 〈ポニーテールとシュシュ 포니테일과 슈슈〉에 수록
  - マジジョテッペンブルース / 마지여고 정상 블루스
  - 盗まれた唇 / 도둑맞은 입술 - 언더 걸즈 명의
- ヘビーローテーション / 헤비 로테이션
  - 野菜シスターズ / 야채 시스터즈 - 야채 시스터즈 명의
- 〈Beginner〉에 수록
  - 泣ける場所 / 울 수 있는 장소 - DIVA 명의
- 〈チャンスの順番 찬스의 차례〉에 수록
  - ALIVE - 팀K 명의
- 〈桜の木になろう 벚나무가 되리〉에 수록
  - エリアK / 에리아K - DIVA 명의
- 誰かのために -What can I do for someone?- / 누군가를 위해서-What can I do for someone?-
- 〈Everyday、カチューシャ Everyday, 카츄샤〉에 수록
  - ヤンキーソウル / 양키 소울
- フライングゲット / 플라잉 겟
  - 青春と気づかないまま / 청춘이란 걸 깨닫지 못한 채
  - 野菜占い / 야채 점 - 야채 시스터즈 2011 명의
- 〈風は吹いている 바람은 불고 있어〉에 수록
  - ゴンドラリフト / 곤돌라 리프트 - 언더 걸즈 백합조 명의
- 上からマリコ / 위에서부터 마리코
  - ゼロサム太陽 / 제로섬 태양 - 팀K 명의
- 〈GIVE ME FIVE!〉에 수록
  - 羊飼いの旅 / 목동의 여행 - 스페셜 걸즈B 명의
- 〈真夏のSounds good ! 한여름의 Sounds good !〉에 수록
  - 3つの涙 / 3개의 눈물 - 스페셜 걸즈 명의
- 〈ギンガムチェック 깅엄 체크〉에 수록
  - なんてボヘミアン / 난테 보헤미안 - 언더 걸즈 명의
- 〈UZA〉에 수록
  - スクラップ&ビルド / 스크랩&빌드 - 팀K 명의
- 〈永遠プレッシャー 영원 프레셔〉에 수록
  - 私たちのReason / 우리들의 Reason
- 〈So long !〉에 수록
  - 夕陽マリー / 석양 매리 - 오오시마 팀K 명의
- 〈さよならクロール 안녕 크롤〉에 수록
  - How come ? - 팀K 명의
- 〈ラブラドール・レトリバー 래브라도 리트리버〉에 수록
  - 今日までのメロディー / 오늘까지의 멜로디

### 앨범 참가곡
- 《ここにいたこと 여기에 있던 것》에 수록
  - ここにいたこと / 여기에 있던 것
- 《1830m》에 수록
  - 青空よ 寂しくないか？ / 푸른 하늘이여 외롭지 않은가?
- 《次の足跡 다음 발자국》에 수록
  - 強さと弱さの間で / 강함과 약함의 사이에서

### 극장 공연 유닛곡
팀K 1st Stage 〈PARTY가 시작돼요〉 공연
- スカート、ひらり / 스커트, 휘이익
- 星の温度 / 별의 온도

팀K 2nd Stage 〈청춘 걸즈〉 공연
- Blue rose
- ふしだらな夏 / 흐트러진 여름

팀K 3rd Stage 〈뇌내 파라다이스〉
- 君はペガサス / 넌 페가수스

해바라기조 1st Stage 〈나의 태양〉 공연
- 向日葵 / 해바라기
※유닛 참가는 아니지만, 〈アイドルなんて呼ばないで 아이돌이라 부르지 마〉에서는 백으로 치어 걸 모습으로 등장한다.

해바라기조 2nd Stage 〈꿈을 죽게할 수는 없어〉 공연
- Confession

팀K 4th Stage 〈최종 벨이 울린다〉 공연
- リターンマッチ / 리턴 매치

팀B 3rd Stage 〈파자마 드라이브〉 공연
- 鏡の中のジャンヌ・ダルク / 거울 속의 잔다르크

팀K 5th Stage 〈거꾸로 오르기〉 공연
- 虫のバラード / 벌레의 발라드 (솔로 유닛)

팀K 6th Stage 〈RESET〉 공연
- 明日のためにキスを / 내일을 위해서 키스를

## 출연

### 영화
- 전염가 (2007년 8월 25일, 쇼치쿠) - 마츠다 슈리 역
- 성 시라유리 기사단 (2009년 5월 9일, 에이스 듀스) - 주연·우키에 역
- 하이킥 걸 (2009년 5월 30일, 헥사곤 픽쳐스) - 리카 역
- 울트라맨 사가 (2012년 3월 24일, 쇼치쿠) - 안나 역
- 노예 구 나와 23인의 노예 (2014년 6월 28일, T-JOY) - 주연·아라카와 에이야 역
- 망고와 붉은 휠체어 (2015년 2월 7일, Is.Field) - 주연·미야소노 아야카 역
- 갤럭시 가도 (2015년 10월 24일, 토호)
- 비쿠 (2015년 11월 14일, 토호쿠신샤) - 주연·비쿠 역

### 드라마
- 올바른 왕자 만드는 법 (2008년 1월 8일 ~ 3월 25일, TV 도쿄) - 키류 나츠키 역
- 환경초인 에코가인더 (2008년 9월 15일 ~ 2009년 3월 23일, 키즈 스테이션) - 무다나 역
- 여기는 잘나가는 파출소 제6화 (2009년 9월 12일, TBS) - 본인 역
- 샐러리맨 킨타로 2 (2010년 1월 8일 ~ 3월 12일, TV 아사히) - 토리이 마도카 역
- 있을 수 없어! 제7화 (2010년 2월 24일, MBS) - 아이하라 카오리 역
- 마지스카 학원 (2010년 1월 22일 ~ 3월 26일, TV 도쿄) - 쵸코쿠 역
- 명탐정 코난 쿠도 신이치에게의 도전장~괴조전설의 수수께끼~ (2011년 4월 15일, 요미우리 TV) - 스즈키 소노코 역
- 마지스카 학원 2 제6 ~ 8·최종화 (2011년 5월 20일 ~ 6월 3일·7월 1일, TV 도쿄) - 쵸코쿠 역
- 명탐정 코난 쿠도 신이치에게의 도전장 (2011년 7월 7일 ~ 9월 29일, 요미우리 TV) - 스즈키 소노코 역
- NHK 드라마부 유령 대책 시리즈 (NHK 종합) - 니이미 미호 역
  - 아침 드라마 살인사건 (2012년 3월 28 ~ 29일) - 주연
  - 대하 드라마 대작전 (2012년 8월 26일) - 주연
  - 방송 박물관 위기일발 (2013년 3월 29일)
- 디스커버 데드 제1화 (2013년 6월 24일, 후지 TV TWO) - 인어 역
- 가로-GARO- -마계의 꽃- (2014년 4월 4일 ~ 9월 26일, TV 도쿄) - 비쿠 역
- 아버지의 등 최종화 (2014년 9월 14일, TBS) - 우에다 역
- 히로시마발! 지역 드라마 전함 야마토의 카레이 라이스 (2014년 11월 5일, NHK BS 프리미엄) - 주연·쿠레하 사오리 역
- ORANGE ~1.17 목숨 걸고 싸운 소방사의 혼 이야기~ (2015년 1월 19일, TBS) - 유키무라 하나 역
- 코운쵸 커피집 코요미 (2015년 4월 29일, NHK 종합) - 모리노 쿠미 역
- 헤어지니 좋은 사람 (2015년 9월 28일 ~ 11월 27일, 토카이 TV) - 키하라 메구미 역
- 야마모토 슈고로 인정 시대극 제2화 (2015년 10월 13일, BS 재팬)

### 성우
- 스프링 브레이커스 (2013년 6월 15일, 트랜스포머) - 페이스 역 (Blu-ray/DVD판 더빙)

### 애니
아이카츠 플래닛!(2021년 1월 10일 ~ 현재, TV 도쿄 계열) - 매니저:와타누키 이즈미역

### 버라이어티
현재 출연 중인 프로그램
- 핸섬 키친 (2012년 4월 2일 ~ , 후지 TV ONE)
- 히루부라 (2013년 ~ 부정기 출연, NHK 종합)
- 커플 키친 (2014년 7월 16일 ~ , 후지 TV TWO)

### 무대
- 맛있는 타이밍 (2008년 6월 4일 ~ 8일, 젠로사이 홀 스페이스 제로)
- 스페이스 워즈 재연 (2010년 7월 22일, 도쿄 글로브좌)
- 아틀리에 던컨 프로듀스 음악극 〈ACT 이즈미쿄카〉 (2010년 10월 1일 ~ 10일, 도쿄 글로브좌 / 12일, 메이테츠 홀 / 15일, 전력 빌딩 / 17일, 나가사키 시 공회당 / 20일, 슌쥬좌 / 23일·24일, 홋코쿠 신문 아카바네 홀)
- 로마의 휴일 (2012년 5월 12일·13일·23일·24일·26일·27일, 우메다 예술 극장·천왕주 은하 극장) - 앤 공주 역(쇼다 유키와의 W캐스트)
- 국민의 영화 (2014년 2월 8일 ~ 3월 9일, PARCO 극장 / 3월 13일 ~ 16일, 오사카 모리노미야 필로티 홀 / 3월 21일 ~ 23일, 카리야 시 종합 문화 센터 / 4월 4일 ~ 6일, 후쿠오카 시민 회관) - 엘자 역

### 뮤지컬
- AKB 가극단 〈∞・Infinity〉 (2009년 10월 30일 ~ 11월 8일, THEATRE G-ROSSO) - 무라사메 루카 역(미야자와 사에와의 W캐스트)
- 뮤지컬 〈밍키 모모~거울 나라의 공주~〉 (2010년 4월 29일 ~ 5월 5일, 선샤인 극장) - 나이트메어 역
- 수퍼 LIVE 쇼 〈더블 헤로인〉 (2011년 9월 22일·24일 ~ 26일, 시나가와 스테라 볼) - 키노시타 레이첼 역
- 뮤지컬 〈록 오페라 모차르트〉 (2013년 2월 11일 ~ 17일, 토큐 시어터 오브 / 22일 ~ 24일, 우메다 예술 극장 메인 홀) - 콘스탄체 역
- 〈셜록 홈즈 2 ~블러디 게임~〉 (2015년 4월 26일 ~ 5월 10일, 도쿄 예술 극장 플레이 하우스 외) - 마리아 역

## 서적

### 잡지 연재
- Numéro TOKYO (2012년 1월 28일 ~ , 후소샤) - 〈TOKYO~아키모토 사야카의 모드한 여도~〉를 연재.

### 신문 게재
- 아사히 신문 조간 (2014년 7월 10일[18])

### 사진집
- 아키모토 사야카 1st Photobook 있는 그대로. (2013년 10월 22일, 토쿠마 쇼텐) ISBN 978-4-19-710379-9

### 캘린더
- 아키모토 사야카 2011년 캘린더 (2010년 9월 30일, 하고로모)
- 아키모토 사야카 2012년 캘린더 (2011년 11월 19일, 하고로모)
- 아키모토 사야카 2012 TOKYO 데이트 캘린더 (2011년 11월 29일, 하고로모)
- 탁상 아키모토 사야카 2013년 캘린더 (2012년 12월 7일, 하고로모)